# Kim Gordon
Kim Althea Gordon (Rochester, 28 de abril de 1953) é uma musicista, cantora e compositora americana, mais conhecida por seu trabalho como baixista, guitarrista e vocalista da banda de rock alternativo Sonic Youth. Nascida em Rochester, Nova Iorque, foi criada em Los Angeles, onde seu pai era professor na Universidade da Califórnia. Após se formar no Otis College of Art and Design de Los Angeles, mudou-se para a cidade de Nova Iorque para iniciar uma carreira artística. Em Nova Iorque, ela fundou o Sonic Youth com Thurston Moore em 1981. Ela e Moore se casaram em 1984, e a banda lançou seis álbuns por gravadoras independentes até o fim dos anos 80. Posteriormente, lançaram nove álbuns de estúdio pela gravadora major DGC Records, começando com Goo em 1990. Gordon também foi uma das fundadoras do projeto musical Free Kitten, junto a Julia Cafritz em 1993.
O Sonic Youth lançou seu décimo sexto e último álbum de estúdio, The Eternal (2009), publicado Matador Records antes de se separar em 2011, após Gordon e Moore se separarem. Após a dissolução do Sonic Youth e seu divórcio de Moore, Gordon formou a dupla experimental Body/Head com Bill Nace, lançando seu álbum de estreia Coming Apart em 2013. Posteriormente, ela formou o Glitterbust com Alex Knost e lançou um álbum homônimo de estreia em 2016. O Body/Head lançou seu segundo álbum de estúdio, The Switch, em 2018. Gordon lançou seu primeiro álbum solo, No Home Record, em 2019.
Gordon tem uma carreira diversificada que inclui música, produção de discos, moda, atuação e artes visuais. Ele sempre se dedicou à sua expressão artística em diferentes mídias. Ela estreou como produtora no álbum de estreia do Hole, Pretty on the Inside (1991), e fundou a linha de roupas X-Girl com base em Los Angeles em 1993. A partir de meados dos anos 2000, Gordon começou a atuar, fazendo pequenas aparições em filmes como Last Days (2005) e I'm Not There (2007), seguidas de participações como convidada em várias séries de televisão. Em fevereiro de 2015, ela publicou uma autobiografia, Girl in a Band, pela editora HarperCollins.

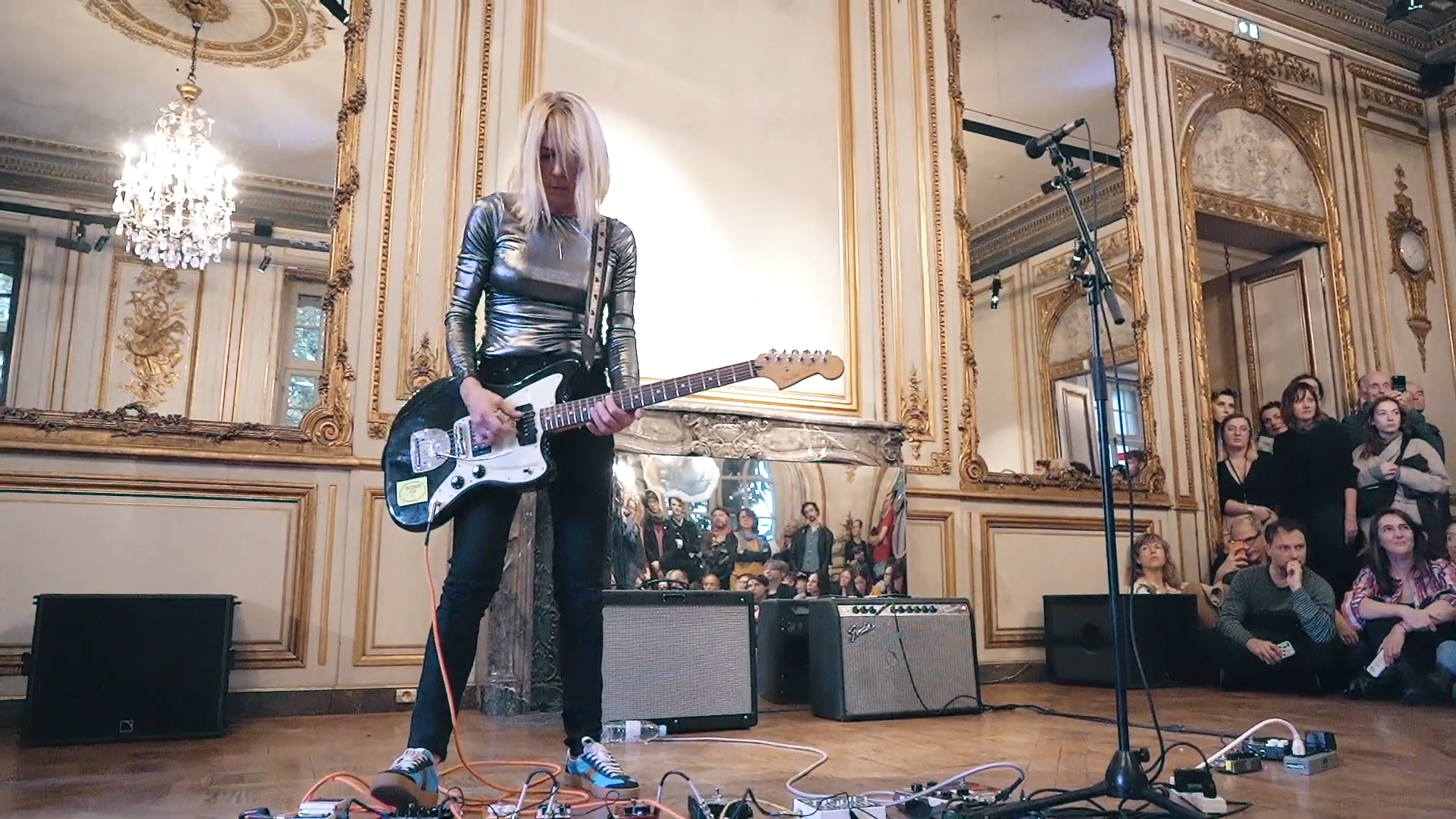
Kim Gordon em 2019